# На выстрел от Сидона
«На выстрел от Сидона» (ивр. שתי אצבעות מצידון‎) — израильский драматический фильм 1986 года режиссёра Эли Коэна, действие которого происходит на фоне Первой ливанской войны. До 2021 года это был четвёртый по популярности израильский фильм всех времён, пока его не обошёл фильм «Освободи мой край».

## Сюжет
Фильм повествует о персонаже Гади (Рони Пинковиц), молодом офицере и выдающемся курсанте офицерских курсов бригады «Голани», который только что окончил офицерские курсы и решает служить командиром взвода в 13-м батальоне бригады «Голани», дислоцированной в Ливане, в итоге его упорядоченное мировоззрение рушится перед лицом ливанского хаоса. 
Гади прибывает в Ливан и заменяет предыдущего командира отделения Боаза (Эльдад Рафаэли), убитого террористами. В фильме показана повседневная жизнь пехотной дивизии Армии обороны Израиля в Ливане, а также затрагиваются этнические и религиозные проблемы, существовавшие в Ливане во время Первой ливанской войны, и дилеммы, возникающие при ведении боевых действий в районе, где проживает гражданское население. В фильме появился персонаж рядового солдата Джёрджи, роль которого исполнил Алон Абутбул, получивший широкую известность и премию «Серебряный фонарь» в номинации «Лучший актёр года второго плана».

## Производство
Внимание режиссёра Эли Коэна к этому вопросу началось на первом этапе войны, когда он провёл видеоинтервью от имени пресс-службы Армии обороны Израиля с ротой десантников-резервистов, дислоцированных в районе Хамдона. Бойцы резко раскритиковали форму ведения боевых действий и командование ЦАХАЛа. Коэн передал отснятый материал тогдашнему пресс-секретарю Армии обороны Израиля Яакову Эвену, однако материал не был опубликован. 
Примерно три года спустя фильм был снят по инициативе съёмочного подразделения пресс-секретаря Армии обороны Израиля в качестве внутреннего информационного фильма для командиров Армии обороны Израиля по вопросам обращения с гражданским населением. Сценарий фильма был написан Цвикой Керцнером на основе материала, написанного Эли Коэном и доктором Барухом Нево, которые находились в Ливане с солдатами 13-го батальона бригады «Голани» с целью подготовки фильма. Режиссёром фильма является Коэн. Фильм был снят во время последнего периода пребывания Армии обороны Израиля на территории Ливана перед переходом в зону безопасности. Цви Баркай, в то время заместитель командира 13-го батальона, рассказал: «Съёмочная группа попросила разрешения присоединиться к нам для съёмок на линии реки Аваль — Сидон. Внезапно начались столкновения с террористами, и всё это редкое событие было снято на видео и недавно опубликовано Архивом Армии обороны Израиля. Силы 13-го батальона под командованием Яира Наве, командира роты Цвики Баркаи и командира роты 2 Арье Овадии уничтожили 16 террористов и захватили 10 человек после засады на берегу реки Авали, к северу от Сидона. Группа продолжила движение и оставалась с батальоном до его отбытия за линию зоны безопасности. В конце фильма говорится: «Спасибо роте Б 13-го батальона». Значительная часть фильма была снята в Эль-Хайяме, Ливан, а также включала кадры с воздуха, с вертолётов Армии обороны Израиля. Второстепенные роли также сыграли жители деревни Аль-Хайям и солдаты Армии обороны Израиля, служившие в этом районе и обеспечивавшие безопасность съёмок.
Первоначально фильм не предназначался для коммерческого проката, а предназначался для внутреннего использования Армией обороны Израиля в качестве учебного фильма для солдат, которые будут служить в Ливане. После того, как фильм был снят, Армия обороны Израиля решила распространить его среди широкой публики, и это был первый случай, когда полнометражный художественный фильм, снятый киноподразделением, был представлен широкой публике. Кинопрокатчик и режиссёр Шеш Коллер обнаружил его коммерческий потенциал, запросил и получил от Армии обороны Израиля в апреле 1986 года права на его распространение среди широкой публики в Израиле и по всему миру. В то же время он привлёк инвесторов для вложения средств в рекламу и пиар фильма. Позднее ему удалось добиться участия фильма в Каннском кинофестивале в мае 1986 года. 
Актёрам, снимавшимся в фильме, не платили за участие. Рони Пинковиц и его дядя Бен-Зеев прибыли на съёмки из театра Армии обороны Израиля. Алон Абутбул в то время был солдатом срочной службы. Шауль Мизрахи, Боаз Офри и Нази Рабах были призваны на службу как резервисты. Мизрахи отказался от двухмесячной зарплаты в театре «Габима», где он в то время играл. Нази Рабах в то время работал стюардом в авиакомпании El Al. После того, как фильм вышел в коммерческий прокат, актеры почувствовали себя обманутыми съёмочной группой, заявив, что ради съёмок им пришлось рискнуть жизнью и отправиться в Ливан, но они согласились сотрудничать из желания сделать что-то важное для армии. По дороге в Ливан, посреди суматохи, они подписали документ, согласно которому отказывались от всех своих прав на фильм в пользу Армии обороны Израиля. После выхода фильма на экраны их не приглашали на состоявшиеся грандиозные премьеры. По словам Пинковича и Мизрахи, они участвовали в написании сценария, но не получили за это должного признания. Кроме того, дистрибьюторы решили продвигать Алона Абутбула как «лицо» фильма, а не других актёров, хотя он был всего лишь актёром второго плана.
В июле 1986 года состоялось несколько гала-премьер фильма, а 8 августа после рекламной кампании и проведения пиар-кампании он был выпущен в прокат в Израиле.

## Реакция зрителей и критиков

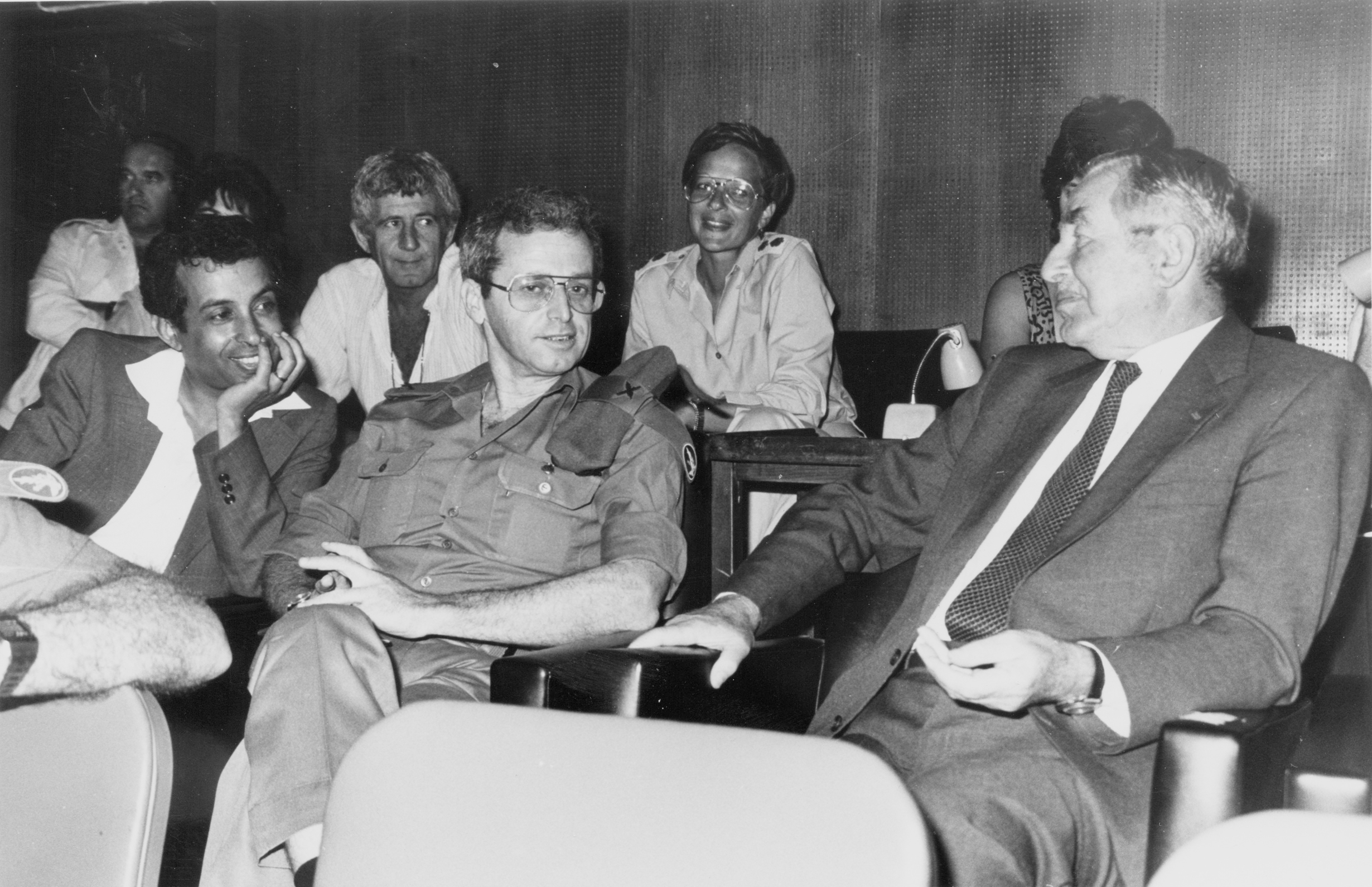
Президент Израиля Хаим Герцог на предварительном показе фильма «На выстрел от Сидона» с пресс-секретарём Армии обороны Израиля Эфраимом Лапидом

Фильм имел коммерческий успех, был с энтузиазмом принят на Каннском кинофестивале и был показан в кинотеатрах примерно 920 000 зрителям. 
Однако от критиков фильм в основном получил негативные отзывы. Кинокритик Меир Шнитцер назвал фильм «китчем» и «документальным фильмом, снятым в боевых условиях».
Фильм обсуждался в комиссии Кнессета по иностранным делам и безопасности в связи с вопросом о том, следует ли Армии обороны Израиля снимать такой фильм. Дистрибьютор фильма Шеш Коллер подал апелляцию в Верховный суд, требуя, чтобы фильм представлял Израиль в конкурсе на премию «Оскар» вместо Avanti Popolo, однако судьи отказались вмешиваться в это дело. Кроме того, в декабре 1987 года он потребовал, чтобы фильм не демонстрировался по телевидению, вопреки подписанному с ним дистрибьюторскому соглашению. Несмотря на это, кинокомпания дала разрешение на показ фильма, и он время от времени транслируется по телеканалам и даже распространяется для домашнего просмотра.

## Саундтрек
Заглавную песню «На выстрел от Сидона» написал режиссёр фильма Эли Коэн. Коэн подписал песню «Эли Мадурски», девичьей фамилией своей матери. Песню написал Бенни Негри, а исполнил Боаз Офри, один из актёров фильма. Песня имела большой успех, и только в 2020 году на 12 канале стало известно, что она основана на письме, написанном солдатом по имени Микки Берковиц, служившим в Ливане, которое он передал Коэну, режиссёру фильма, когда встретил его во время службы в армии. 

## Награды
Фильм завоевал несколько наград «Серебряный фонарь», впервые присуждённых в 1988 году (аналог премии «Офир» того времени), в категориях: «Лучший фильм года», «Лучший режиссёр» для Эли Коэна, «Лучший оператор» и «Лучший актёр второго плана» для Алона Абутбула. 
Фильм принёс пресс-службе Армии обороны Израиля премию Ицхака Саде за военную литературу.